# Threetino
Em astronomia, um threetino é um objeto transnetuniano em ressonância média de 1:3 com o planeta Netuno. A cada uma volta em torno do Sol que um threetino faz, Netuno completa três. O nome refere-se apenas à ressonância orbital e não implica nenhuma característica física. Os threetinos orbitam dentro da parte interna do disco disperso, próximos da borda externa do cinturão de Kuiper. A origem do nome threetino é em analogia aos plutinos.

## Threetino conhecidos
Atualmente são conhecidos apenas seis threetino:
- (136120) 2003 LG7
- (385607) 2005 EO297
- 2004 VU130
- (613469) 2006 QJ181
- 2006 SF369
- 2011 US411